# Capilla del Cerrito
La capilla de las Rosas o capilla del Cerrito es un templo católico ubicado en la cima del cerro del Tepeyac, en la alcaldía Gustavo A. Madero. Fue fundada a finales del siglo XVII en el lugar donde de acuerdo a la tradición, Juan Diego Cuauhtlatoatzin cortó y recolectó rosas por indicación de Nuestra Señora de Guadalupe para mostrarlas como prueba de sus apariciones al obispo fray Juan de Zumarraga.

## Historia
Durante muchos años, el lugar donde se levanta actualmente la capilla sólo estuvo indicado con una cruz de madera con un montón de piedras como pedestal. Hacia 1660 Don Cristóbal de Aguirre y su esposa Teresa Peregrina mandaron edificar una ermita en el sitio y a principios del siglo XVIII, al crecer el número de fieles que acudían al lugar, el presbítero Juan de Montúfar mandó edificar el templo actual junto con la rampa sureste para facilitar el acceso al sitio.